# Jacques Faivre
Jacques Faivre (Bourg-en-Bresse, 25 novembre 1932 – Viriat, 12 agosto 2020) è stato un calciatore francese, di ruolo attaccante.

## Palmarès
- Campionato francese: 1

Nizza: 1958-1959
- Coppa di Francia: 1

Saint-Étienne: 1961-1962
- Challènge des Champions: 1

Saint-Étienne: 1962